# 藤原純友
藤原 純友（ふじわら の すみとも）は、平安時代中期の貴族・海賊。藤原北家、右大弁藤原遠経の孫。大宰少弐・藤原良範の三男。弟に藤原純乗がいる。官位は従五位下・伊予掾。
瀬戸内で朝廷に対し反乱を起こしたことで知られる。純友の乱は関東で平将門が起こした乱と併せて承平天慶の乱と呼ばれる。

## 生涯

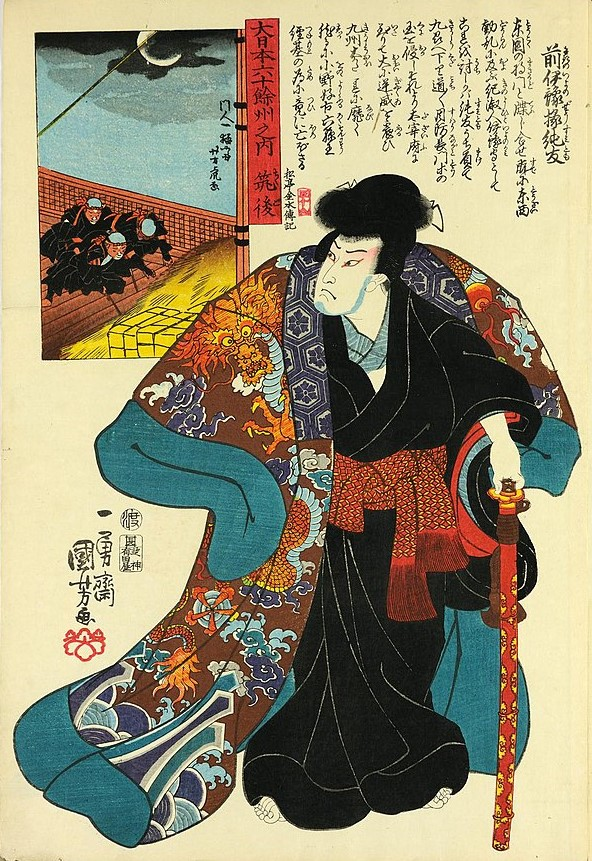
歌川国芳画

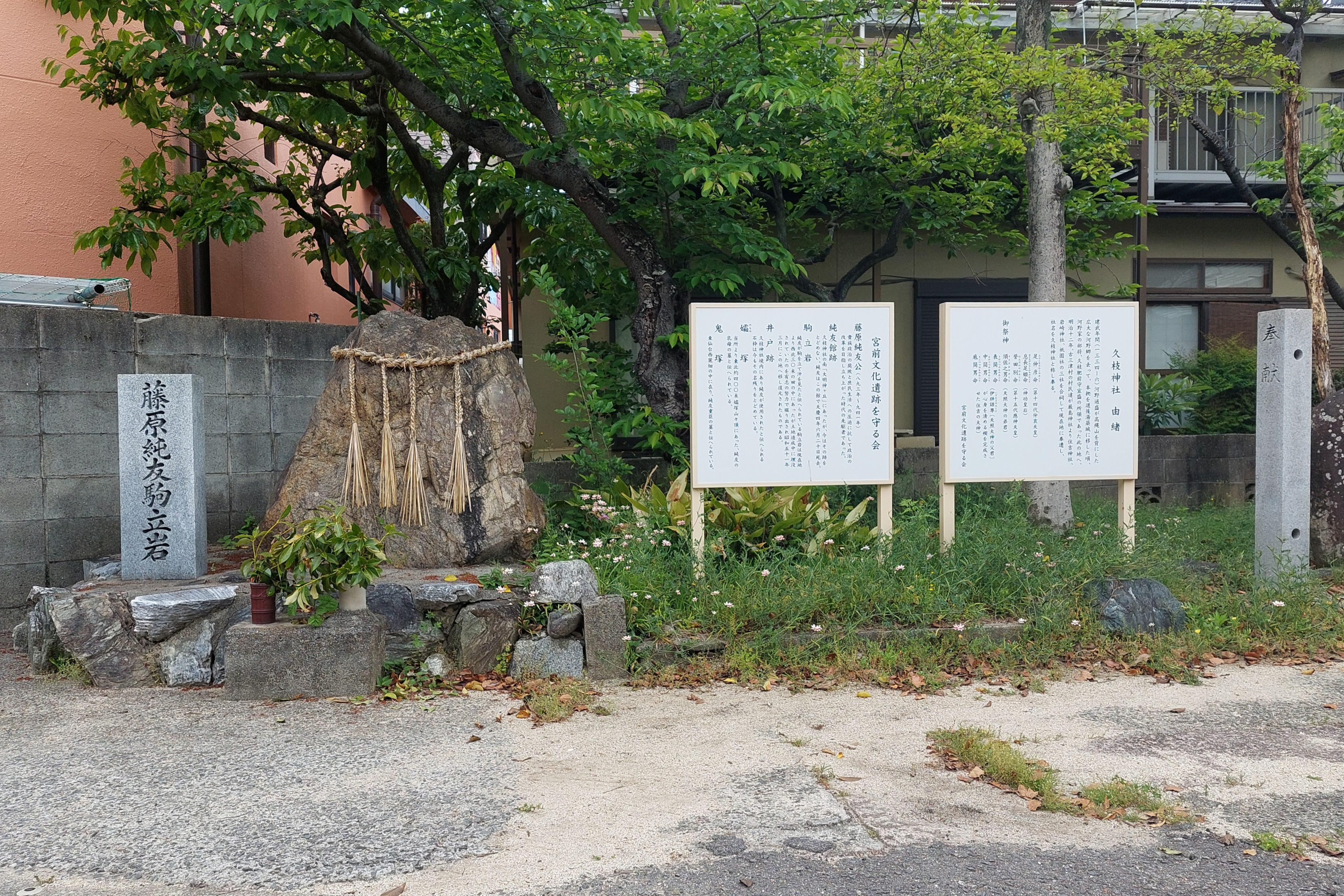
藤原純友駒立岩（愛媛県松山市の久枝神社内）

出生地、故郷は現在まで不明だが、伊予国（現在の愛媛県）だという説が最も有力である。藤原氏の中で最も栄えた藤原北家の出身で大叔父には藤原基経がいるが、早くに父を失い、都での出世は望むべくもなく地方官となる。 
当初は父の従兄弟である伊予守・藤原元名に従って伊予掾として、瀬戸内に横行する海賊を鎮圧する側にあった。帰任後に海賊追捕宣旨を賜り、承平6年（936年）3月頃に再度伊予国に下向した。『日本紀略』承平6年6月某日条によれば、この頃海賊の頭領となり、伊予（愛媛県）の日振島を根城として千艘以上の船を操って周辺の海域を荒らし、やがて瀬戸内海全域に勢力を伸ばしたとされているが、実際には承平6年の時点では純友は海賊を追捕する側であったとするのが近年の研究動向である。
関東で平将門が乱を起こした頃とほぼ時を同じくして瀬戸内の海賊を率いて乱を起こし、藤原純友の勢力は畿内に進出、天慶2年（939年）には純友は部下・藤原文元に摂津国須岐駅において備前国・播磨国の介（備前介・藤原子高、播磨介・島田惟幹）を襲撃させ、これを捕らえた。翌天慶3年（940年）には、2月に淡路国・8月には伊予国と讃岐国の国府を襲撃し、略奪を行った。瀬戸内海を転戦し、天慶4年（941年）5月上旬には大宰府を陥落させた。
朝廷は純友追討のために追捕使長官・小野好古、次官・源経基、主典・藤原慶幸、大蔵春実による兵を差し向け、博多湾の戦いで、純友の船団は追捕使の軍により壊滅させられた。その後のことは純友に関する資料が乏しく現在まで詳細は不明な点が多い。同天慶4年6月に今日の宇和島で殺されたとも、捕らえられて獄中で病死したとも、あるいはそれらは国府の役人の捏造で真実は海賊の大船団を率いて南海の彼方へ消えていったとも言われている。　
将門の乱がわずか2か月で平定されたのに対し、純友の乱は2年に及んだ。また、純友の合戦の様子は『純友追討記』として、追補使により政府への報告がなされたとされ、一部が『扶桑略記』に引用されている。

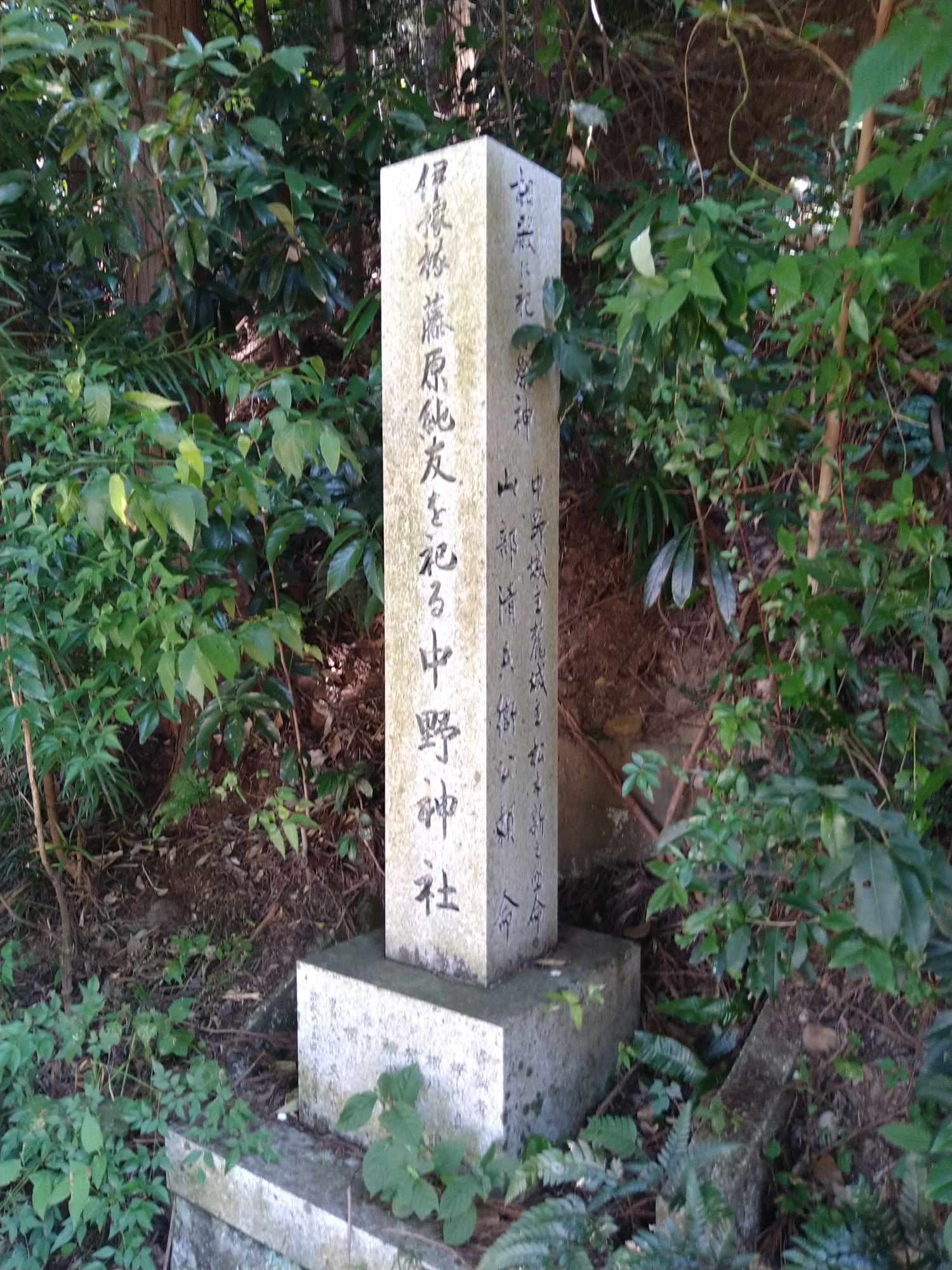
中野神社跡の石碑

藤原純友を祀った神社
- 中野神社[7]（現・愛媛県新居浜市）：当地で捕えられ殺された純友の怨霊を祀り守り神に変えた全国で唯一の処。
- 純友神社（現・岡山県松島）：松島の東にある釜島が純友軍の根拠地の一つで松島には出城があったことから島民の守護神として祠を建て今では鎮守の社となっている。

## 逸話
純友が関白、平将門が天皇になり天下の政治を行うと約束して東国と西国で反乱を起こしたという記事があり、比叡山で誓いを交わしたとされる（『大鏡』）。この両名共謀の疑惑は事件発生の当初から貴族の間にあったが、実際は将門は純友を知らず、純友は将門の反乱を見てから行動したのが実情ではないかと指摘されている。
しかし、1976年の大河ドラマ風と雲と虹とでは　加藤剛演じる平将門と緒形拳演じる藤原純友が京都で酒を飲みながら話をして今後を語り合うシーンがあり話題となった。

## 系譜
- 父：藤原良範
- 母：不詳
- 生母不明の子女
  - 男子：藤原有信[5]
  - 男子：藤原紀年[5]
  - 男子：藤原伊王丸[5]（元服後の名は良純ともされるが不明[要出典]）
  - 男子：藤原真純[9]（または直純[10]）

後世、有馬氏・大村氏らは藤原純友の孫・藤原直澄の子孫と称したものの、藤原直澄とは、本来は肥前国藤津荘の庄司で平正盛に討たれた平清澄の子・平直澄であり、先祖の汚名を雪ぐために藤原純友の末裔であると僭称したとされる。筑後国の蒲池氏もまた藤原純友の後裔とする伝承があるが、繋がりがあるのは橘公頼とされる。

## 異説
純友が藤原の血統であることには異説がある。それによると純友は伊予の豪族越智氏の一族で、今治の高橋郷の高橋友久の子であったが、良範が伊予の国司として赴任したおりに養子になり、藤原姓を名乗ったというものである。しかしこれは歴史的にはあり得ないとして否定されている。